# Podblanická galerie

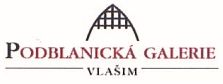
Logo Podblanické galerie

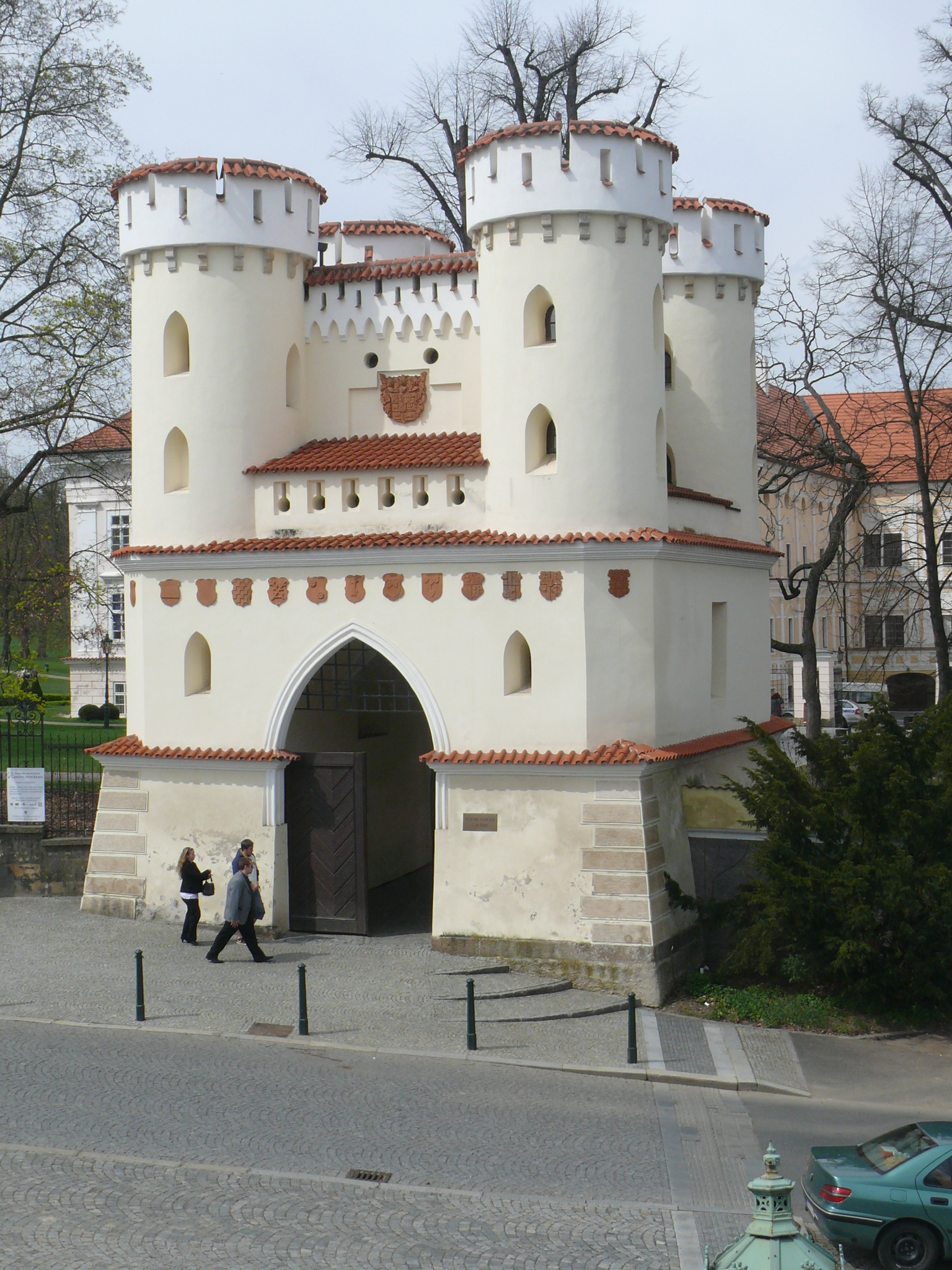
Podblanická galerie s ateliérem Stanislava Příhody, kde se schází Klub přátel Podblanické galerie

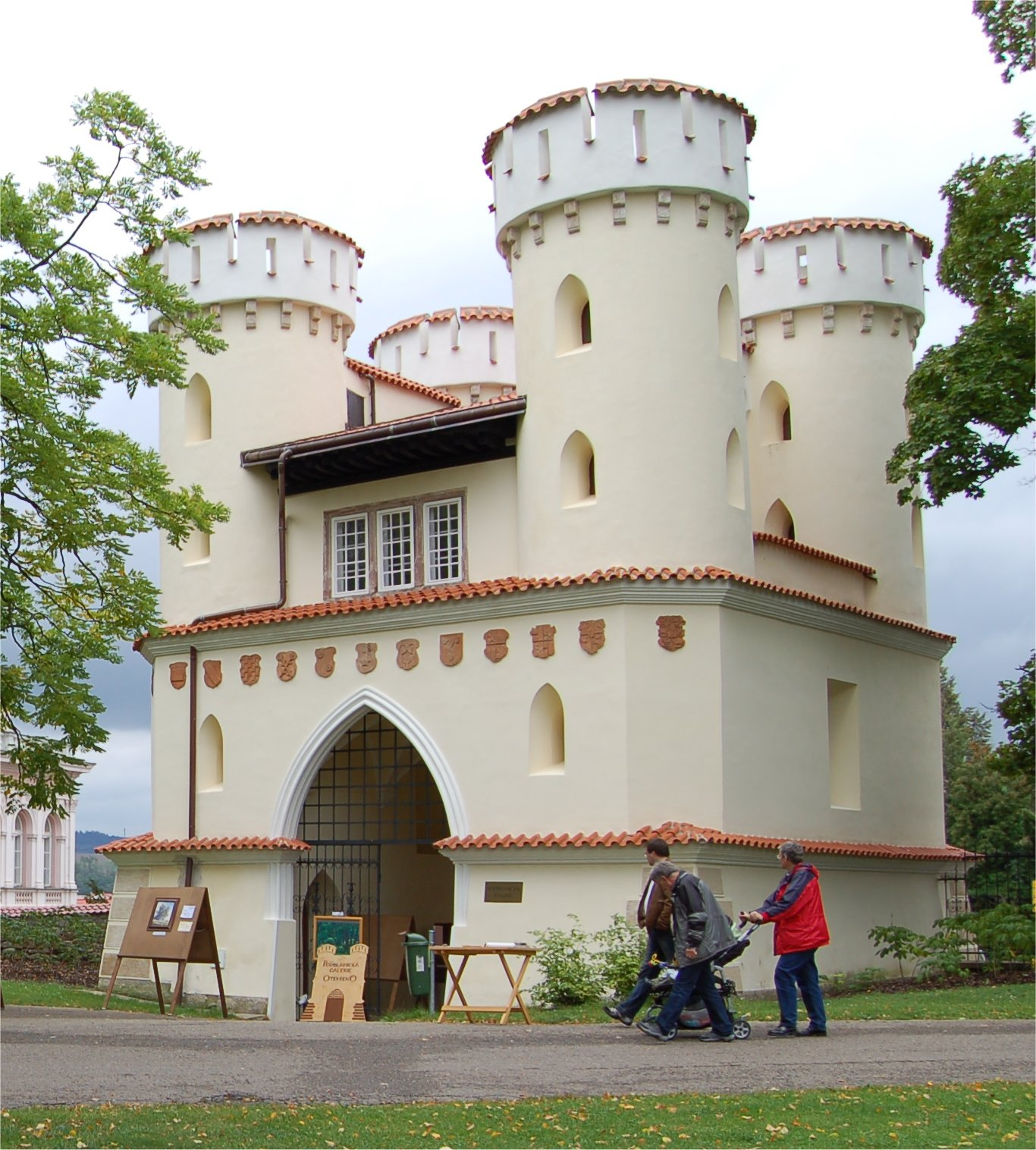
Vlašimská brána, sídlo Podblanické galerie

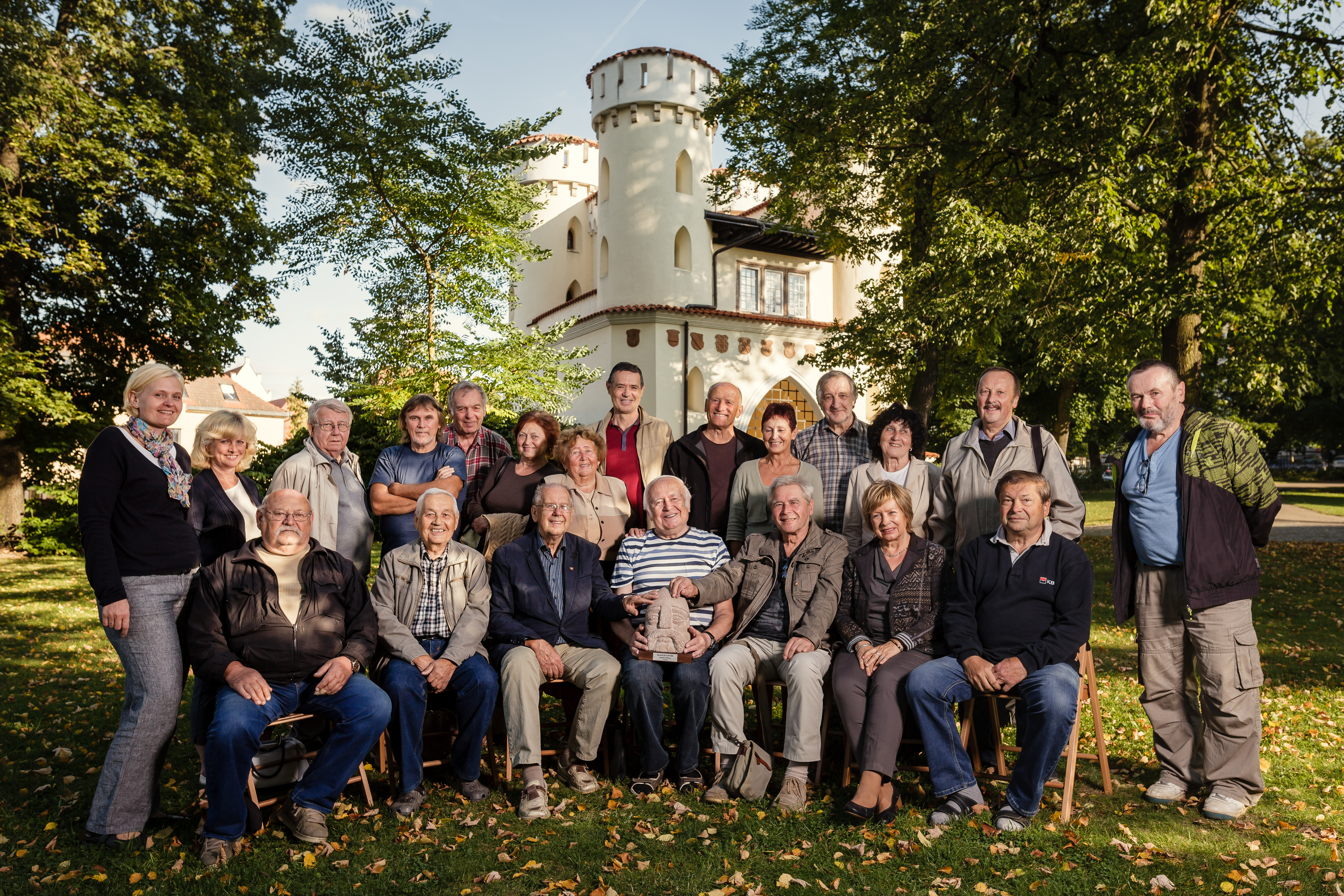
Klub přátel Podblanické galerie, 2017

Podblanická galerie ve Vlašimské bráně zámku Vlašim je stálá expozice děl podblanických umělců a prodejní výstava obrazů. Expozice čítá několik desítek děl podblanických umělců, interiér dále doplňují obrazy, malířské náčiní a další předměty malíře Mgr. Stanislava Příhody, který zde i nadále umělecky působí. Podblanickou galerii podporuje město Vlašim. 

## Z historie Vlašimské brány
Novogotická brána při vstupu do parku byla vybudována v roce 1846. Prvními doloženými obyvateli tohoto objektu byli Karel a Františka Čížkovi. Karel Čížek měl za úkol hlídat přední část parku, dohlížet nad pořádkem a starat se o věžní hodiny. Zemřel roku 1934. Pak ve Vlašimské bráně žila rodina Havránkova a Laurova, v místnosti současného ateliéru se narodil v roce 1943 Zdeněk Laur. 
V letech 1967 až 1972 byla Vlašimská brána využívána jako konspirační místo Státní bezpečnosti pod krycím jménem Věž. 
Do roku 1980 bránu užívali zahradníci jako svoji šatnu a sklad, v letech 1980 - 2006 zde měl ateliér vlašimský malíř Mgr. Stanislav Příhoda (*1936). 
Vlašimská brána byla v letech 2005 a 2006 zrekonstruována v rámci projektu spolufinancovaného Evropskou unii. Záměrem projektu a podmínkou poskytnutí dotace bylo zpřístupnění prostor Vlašimské brány veřejnosti. Odtud už byl jen krok ke zřízení Podblanické galerie, která je od května 2006 přístupná veřejnosti a představuje díla profesionálních i neprofesionálních výtvarníků z Podblanicka. Obrazy, plastiky, keramiku a další exponáty umělci věnovali nebo zapůjčili. Část prostor je vyhrazena pro stálou expozici a část pro samostatné výstavy. Na hlavním přístupovém schodišti je vyhrazené místo pro prezentaci současných malířů Podblanicka spolupracujících s Podblanickou galerii. Návštěvníci mohou nahlédnout i do ateliéru Stanislava Příhody. Český svaz ochránců přírody Vlašim je dlouhodobým nájemcem a provozovatelem Vlašimské brány, ve spolupráci s malířem a pedagogem Stanislavem Příhodou tak doplňuje svůj dlouhodobý program zaměřený na ochranu a péči o přírodní a kulturní dědictví Podblanicka.

## Vystavující výtvarníci
(abecedně podle příjmení)

Josef Adamec, Majka Blažejová, Josef Burkhard, Marcela Černá, Richard Dušek, Jan Dvořák, Radek Dvořák, Milan Exner, Jan Hejtmánek, Lubomír Hejzlar, Milan Houdek, Oldřich Jahodář, František Jerman, František Kocoura, Žofie Kopecká-Horská, Antonín Král, Jan Kronus, Miroslav Kříženecký, František Matula, František Motejzík, Vladimír Motyčka, František Mrkvička, Jana Petrásková, Josef Polívka, Denisa Prokopová, Stanislav Příhoda, Pavel Rajdl, Jaroslav Sůra ml., Jaroslav Sůra st., Jaroslav Svoboda, Drahomíra Svobodová, Iva Švajcrová, Vít Švajcr, Josef Tříška, Svatopluk Zapletal.
Expozice galerie se také podrobněji věnuje některým výtvarníkům a lidem s vazbou na objekt Vlašimské brány:
Josef Adamec, Karel Čížek a Františka Čížková, Richard Dušek, Milan Exner, Oldřich Jahodář, František Jerman, František Kupsa, František Motejzík, Vladimír Pecháček, Josef Polívka, František Příhoda, Anna Roškotová.

## Klub přátel Podblanické galerie
Při ČSOP Vlašim byl v roce 2006 založen Klub přátel Podblanické galerie. Pro členy je zajišťován zajímavý výtvarný program (besedy, shromažďování dokumentace, výstavy, občasník).

## Fotografie

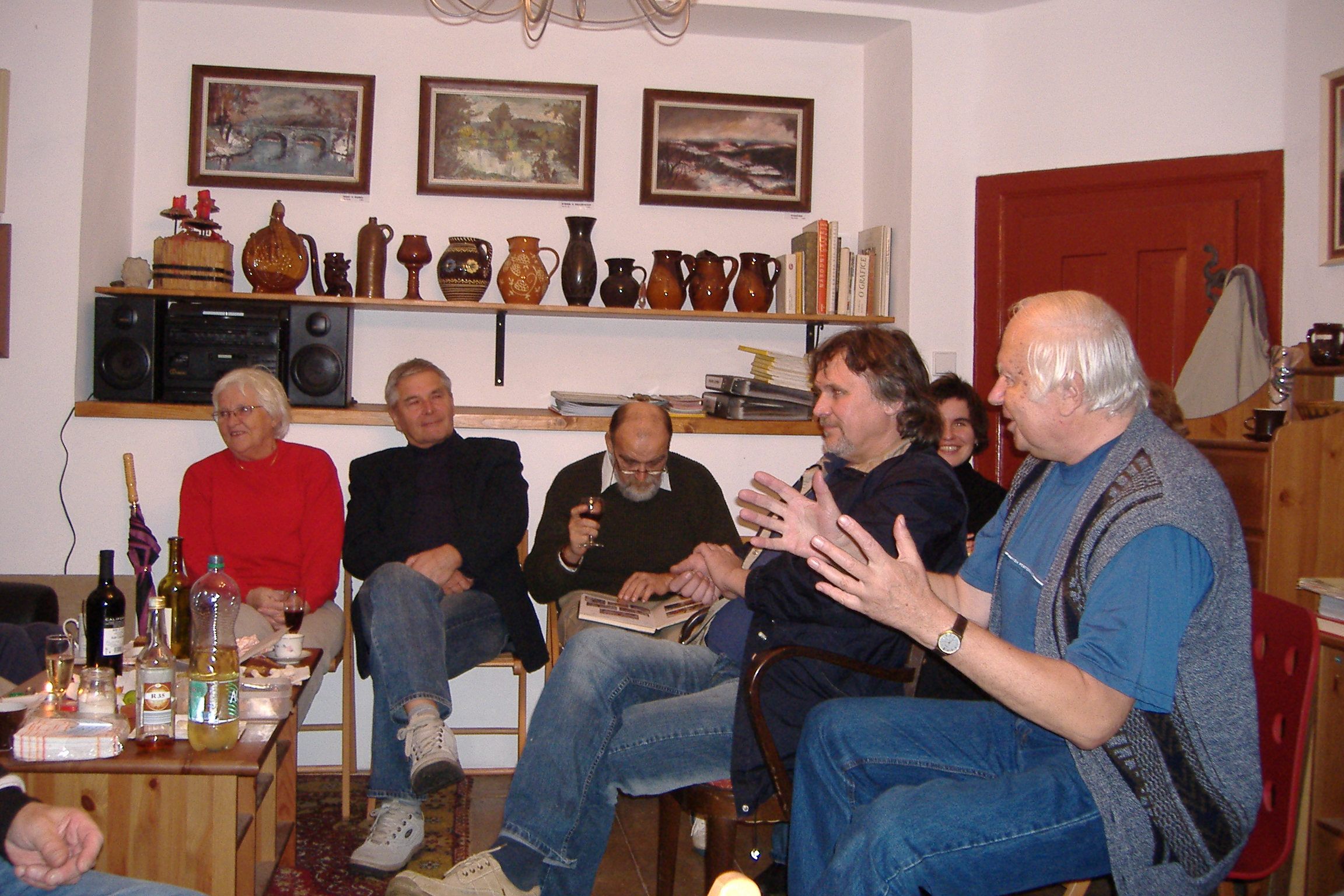
Klub přátel Podblanické galerie
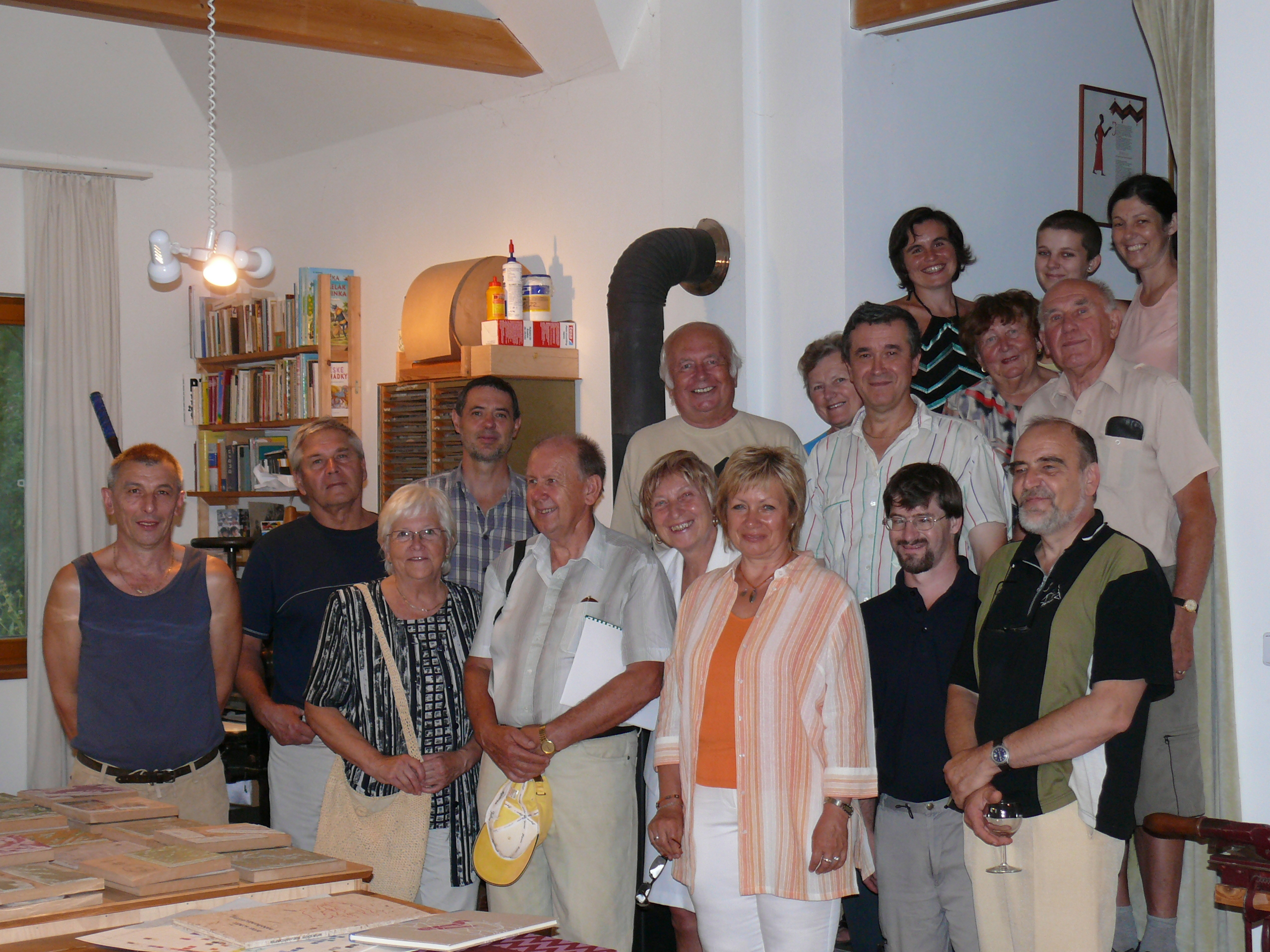
Klub přátel Podblanické galerie